# Чемпіонат світу з легкої атлетики 2017 — естафетний біг 4×400 метрів (жінки)
Змагання в естафетного бігу 4×400 метрів серед жінок на Чемпіонаті світу з легкої атлетики 2017 у Лондоні проходили 12 і 13 серпня на Олімпійському стадіоні.

## Рекорди
На початок змагань основні рекордні результати були такими:
| WR | СРСР (Тетяна Ледовська, Ольга Назарова, Марія Пінігіна, Ольга Бризгіна)                | 3.15,17 | Сеул Південна Корея | 1 жовтня 1988  |
| CR | США (Гвен Торренс, Мейсел Мелоун-Воллес, Наташа Кайзер-Браун, Джерл Майлз Кларк)       | 3.16,71 | Штутгарт Німеччина  | 22 серпня 1993 |
| WL | Університет Орегону США (Макензі Данмор, Діджа Стівенс, Елексіс Гастер, Ревін Роджерс) | 3.23,13 | Юджин США           | 10 червня 2017 |

Під час змагань були показані наступні рекордні результати:
| WL | США · (Кванера Гейз, Кендалл Елліс, Шакіма Вімблі, Наташа Гастінгс) | 3.21,66 | Лондон Велика Британія | 12 серпня 2017 |
| WL | США · (Кванера Гейз, Еллісон Фелікс, Шакіма Вімблі, Філліс Френсіс) | 3.19,02 | Лондон Велика Британія | 13 серпня 2017 |

## Розклад
| Дата           | Час початку | Стадія |
| -------------- | ----------- | ------ |
| 12 серпня 2017 | 11:20       | Забіги |
| 13 серпня 2017 | 20:55       | Фінал  |

Вказаний місцевий час (UTC+0)

## Результати

### Забіги
Умови кваліфікації до наступного раунду: перші три з кожного забігу (Q) та дві найшвидші за часом з тих, які посіли у забігах місця, починаючи з четвертого (q).
Забіг 1
| Місце | Команда         | Атлети                                                               | Час     | Примітки  |
| ----- | --------------- | -------------------------------------------------------------------- | ------- | --------- |
| 1     | США             | Кванера Гейз, Кендалл Елліс, Шакіма Вімблі, Наташа Гастінгс          | 3.21,66 | Q, WL     |
| 2     | Велика Британія | Зої Кларк, Лавіаї Нільсен, Перрі Шейкс-Дрейтон, Емілі Даймонд        | 3.24,74 | Q, SB     |
| 3     | Ботсвана        | Крістін Ботлогецве, Лідія Джеле, Галефеле Мороко, Амантле Монтшо     | 3.26,90 | Q, NR     |
| 4     | Франція         | Дебора Санане, Естель Перросьє, Аньєс Раалораї, Елеа Маріама Діарра  | 3.27,59 | q, SB     |
| 5     | Австралія       | Аннеліз Рубі, Елла Конноллі, Лорен Веллз, Морган Мітчелл             | 3.28,02 | SB        |
| 6     | Канада          | Карлін Мьюр, Аянна Стіверн, Травія Джонс, Наташа Макдональд          | 3.28,47 | SB        |
|       | Індія           | Джисна Метью, Пувамма Раджу Мачеттіра, Анільда Томас, Нірмала Шеоран | DQ      | R163.3(а) |
|       | Нідерланди      | Мадія Гафур, Лізанн де Вітте, Лаура де Вітте, Єва Говенкамп          | DQ      | R170.6(с) |

Забіг 2
| Місце | Команда           | Атлети                                                                           | Час     | Примітки |
| ----- | ----------------- | -------------------------------------------------------------------------------- | ------- | -------- |
| 1     | Ямайка            | Анастасія Лерой, Аннейша Мак-Лафлін-Вілбі, Крісанн Гордон, Стефані-Енн Макферсон | 3.23,64 | Q, SB    |
| 2     | Нігерія           | Пейшенс Окон Джордж, Глорі Ономе Натаніель, Емеральд Егвім, Їнка Аджаї           | 3.25,40 | Q, SB    |
| 3     | Німеччина         | Рут Софія Шпельмайер, Надін Гонска, Свеа Корбрюк, Лаура Мюллер                   | 3.26,24 | Q, SB    |
| 4     | Польща            | Малгожата Голуб, Патриція Вичишкевич, Мартина Домбровська, Іга Баумгарт          | 3.26,47 | q, SB    |
| 5     | Італія            | Маріябенедікта Кігболу, Марія Енріка Спачча, Лібанія Грено, Айоміде Фолорунсо    | 3.27,81 | SB       |
| 6     | Україна           | Катерина Климюк, Ольга Бібік, Тетяна Мельник, Анастасія Бризгіна                 | 3.31,84 |          |
| 7     | ПАР               | Жюстін Пальфраман, Джена Льофстранд, Аріан Нел, Венда Нел                        | 3.37,82 | SB       |
|       | Багамські Острови | Ланес Кларк, Крістін Амертій, Антонік Страчан, Шакванія Дорсетт                  | DNF     |          |

### Фінал
| Місце | Команда         | Атлети                                                                          | Час     | Примітки |
| ----- | --------------- | ------------------------------------------------------------------------------- | ------- | -------- |
| 1     | США             | Кванера Гейз, Еллісон Фелікс, Шакіма Вімблі, Філліс Френсіс                     | 3.19,02 | WL       |
| 2     | Велика Британія | Зої Кларк, Лавіаї Нільсен, Ейлід Дойл, Емілі Даймонд                            | 3.25,00 |          |
| 3     | Польща          | Малгожата Голуб, Іга Баумгарт, Александра Гаворська, Юстина Швенти              | 3.25,41 | SB       |
| 4     | Франція         | Естель Перрос'є, Дебора Санане, Ан'єс Раалораї, Елеа Маріама Діарра             | 3.26,56 | SB       |
| 5     | Нігерія         | Пейшенс Окон Джордж, Абіке Фунмілола Егбенії, Глорі Ономе Натаніель, Їнка Аджаї | 3.26,72 |          |
| 6     | Німеччина       | Рут Софія Шпельмайер, Лаура Мюллер, Надін Гонска, Ханна Мергенталлер            | 3.27,45 |          |
| 7     | Ботсвана        | Крістін Ботлогецве, Лідія Джеле, Галефеле Мороко, Амантле Монтшо                | 3.28,00 |          |
| 8     | Ямайка          | Крісанн Гордон, Аннейша Мак-Лафлін-Вілбі, Шеріка Джексон, Новлін Вільямс        | DNF     |          |